# Franz Camille Overbeck
Franz Camille Overbeck (San Pietroburgo, 16 novembre 1837 – Basilea, 26 giugno 1905) è stato un teologo protestante e studioso di storia della Chiesa tedesco.
Pubblicò poco in vita e fu osteggiato dai i suoi colleghi a causa delle sue posizioni critiche sulla teologia. È noto soprattutto per essere stato amico di Friedrich Nietzsche, con il quale ebbe un fitto scambio di corrispondenza.
Fu anche destinatario di uno dei biglietti della follia di Nietzsche.

## Biografia

### Famiglia e studi
Overbeck era il figlio del commerciante anglo-tedesco Franz Heinrich Hermann Overbeck, e della di lui moglie, Jeanne Camille Cerclet, francese nata a San Pietroburgo. La sua educazione fu di stampo umanista ed europeo e trascorse infanzia e giovinezza tra San Pietroburgo, Parigi (dal 1846 al 1848) e Dresda, a partire dal 1850. A causa delle sue diverse origini, Overbeck padroneggiava correntemente le lingue europee più parlate.
A partire dal 1856 studiò teologia protestante a Lipsia, a Gottinga, a Berlino e a Jena. Fin dall'inizio prese una posizione di aperta critica nei confronti della teologia ufficiale anche di fronte ai suoi professori, seguendo la linea dei lavori di Baur sulle origini del cristianesimo. Nel 1859 divenne dottore in filosofia e nel 1864 fu accettato il suo lavoro d'abilitazione in teologia, su Ippolito di Roma.

### Insegnamento universitario
Subito dopo la laurea cominciò ad insegnare a Jena come professore straordinario (Privatdozent).
Nel 1870 divenne professore degli studi sul Nuovo Testamento e di storia del cristianesimo antico a Basilea. Fino al 1875 divise l'abitazione con il collega Nietzsche, con il quale strinse un'amicizia duratura e proficua.
Nel 1876, Overbeck sposò Ida Rothpletz e fu nominato rettore dell'Università di Basilea.

## Pensiero ed opere

### "Sulla cristianità della teologia dei nostri tempi"
Nel 1873, pubblicò la sua opera più importante, Über die Christlichkeit unserer heutigen Theologie ("Sulla cristianità della teologia dei nostri tempi"), dove afferma che il Cristianesimo come si sviluppò nella storia, a partire dai Padri della Chiesa, che ne furono i fondatori, non avrebbe avuto niente a che vedere con la predicazione di Gesù Cristo, e che sarebbe potuto anche essere differente. L'autentico "cristianesimo originario" (Urchristentum) si troverebbe in opposizione a tutte le idee della storia, della cultura o della scienza, e di conseguenza tutta la teologia "cristiana" diventerebbe impossibile e impensabile.
Overbeck nel suo libro criticava aspramente sia la teologia conservatrice con finalità apologetiche, considerata un dogmatismo che poggia sull'annuncio di un credo da professare ciecamente, sia la teologia liberale, che affermava la possibilità di conciliare fede e conoscenza. Entrambe le posizioni, secondo Overbeck, avrebbero tradito l'essenza del cristianesimo, che per sua "natura" escluderebbe ogni idea sul sapere.
L'occasione per la scrittura del volume, si ebbe con la pubblicazione nel 1872 dell'opera Der alte und neue Glaube ("L'antica e nuova fede") di David Friedrich Strauss, celebre autore di una controversa Vita di Gesù che aveva fatto scandalo ai suoi tempi, e nel 1873 dell'opera Über das Verhältnis des deutschen Staates zur Theologie, Kirche und Religion ("Sulla relazione dello stato tedesco con la teologia, la Chiesa e la religione"): i due libri rappresentarono per Overbeck il tentativo di edificare una religione cristiana "moderna" con l'aiuto della teologia, mentre egli riteneva questo impossibile e non fattibile.
Nella prefazione della seconda edizione del 1903 rinnovò le medesime critiche contro Das Wesen des Christentums ("L'essenza del Cristianesimo"), le lezioni di Adolf von Harnack, il più celebre teologo del momento, pubblicate l'anno precedente. Secondo Overbeck infatti il libro "testimoniava più profondamente il carattere inessenziale del cristianesimo, piuttosto che la sua essenza".
Con la pubblicazione del libro, Overbeck si rese conto di aver perso ogni possibilità di ottenere una cattedra in Germania e restò pertanto a Basilea. Durante i decenni successivi continuò ad insegnare ai suoi studenti sempre il medesimo corso introduttivo, ma non parlava mai delle sue tesi provocatorie durante le lezioni e secondo alcune testimonianze l'avrebbe fatto per proteggere i suoi studenti.

### "Cristianesimo e cultura"
Privatamente si occupò di redigere numerose note in vista di un Kirchenlexikon ("Dizionario ecclesiastico"), che consistevano in osservazioni e riflessioni e in un'indicizzazione commentata dei libri, soprattutto legati ad avvenimenti teologici, ma anche politici, culturali, filosofici o personali. Il suo scopo, il solo che considerasse possibile per una teologia scientifica, era quello di edificare una storia profana della Chiesa, sebbene ritenesse che una tale impresa non potesse servire a spiegare o a far comprendere il Cristianesimo, ma al contrario dovesse risultare in una sua distruzione. Secondo Overbeck era questo il dramma essenziale con il quale ogni teologo doveva confrontarsi e che egli voleva mettere in luce, ossia l'impossibilità di una teologia cristiana.
Un suo allievo, Carl Albrecht Bernoulli, pubblicò postuma una selezione di queste note nel 1919, con il titolo di Christentum und Kultur ("Cristianesimo e civiltà), e l'apparizione di quest'opera rilanciò l'influenza di Overbeck: fu in seguito alla lettura di questo libro che il teologo Karl Barth riscrisse il suo commentario all'Epistola ai Romani, che era apparso nel 1918, e inaugurò la "teologia dialettica". Nel 1920 tenne una conferenza dal titolo Unerledigte Anfragen an die heutige Theologie, nella quale analizzava il pensiero di Overbeck e spiegava la sua decisiva importanza e cercava di superare la sfida che esso rappresentava per ogni teologia attuale e futura. Un aneddoto riferisce inoltre che alla lettura dell'opera si dovette l'abbandono della teologia per la filosofia da parte di Martin Heidegger.

## Amicizia con Friedrich Nietzsche
Il libro "Sul carattere cristiano della nostra teologia" venne pubblicato nello stesso periodo di quello di Friedrich Nietzsche Unzeitgemässe Betrachtungen ("Considerazioni inattuali"), anch'esso diretto contro David Friedrich Strauss. L'opera di Overbeck suscitò minori reazioni di quella del suo collega, sebbene entrambe fossero allo stesso modo "inattuali" e i due fossero d'accordo ciascuno con le tesi fondamentali dell'altro.
Grazie a questa amicizia Overbeck aveva potuto conoscere il filologo Erwin Rohde e, sebbene in seguito questi fosse entrato in conflitto con Nietzsche, Overbeck  fu padrino del figlio.
L'amicizia personale con Nietzsche proseguì anche dopo il ritiro di quest'ultimo dall'Università di Basilea nel 1879 e fino al suo crollo psico-fisico nel 1888-89 , e in questi anni vi fu un fitto scambio di corrispondenza. All'inizio del gennaio del 1889 Nietzsche inviò da Torino una lettera a Jacob Burckhardt che lo fece preoccupare e consultarsi con Overbeck, che aveva anch'egli ricevuto una lettera priva di senso: partì dunque per Torino il giorno stesso per prendersi cura sia  di Nietzsche che dei suoi manoscritti. Ancora poco prima della sua morte nel 1900 Nietzsche manifestò le sue simpatie per Overbeck.
Dopo la morte dell'amico, Overbeck disapprovò l'eroicizzazione e la trasfigurazione che cominciavano ad elaborarsi sulla sua figura: nelle sue lettere e nelle osservazioni fatte privatamente cercò di opporsi alle leggende che si andavano formando e alla manipolazione del pensiero dell'amico che ritenne stesse operando la sorella, Elisabeth Förster-Nietzsche. Nonostante la vecchiaia e la salute malferma pubblicò anche una denuncia di queste manipolazioni e rifiutò di cedere alla sorella le lettere che aveva ricevuto da Nietzsche.

## Opere
L'opera complessiva di Franz Camille Overbeck è stata pubblicata in una serie di volumi dal titolo Franz Overbeck: Werke und Nachlaß a partire dal 1994 e per opera dell'editore Metzler di Stoccarda, ISBN 3-476-01210-7
- Band 1: Schriften bis 1873 ("Volume 1: scritti fino al 1873"): 
  - Über die Anfänge des Mönchthums (1867)
  - Über έν ομοιώματι σαρκός αμαρτίας Röm. 8,3 (1869)
  - Über Entstehung und Recht einer rein historischen Betrachtung der Neutestamentlichen Schriften in der Theologie (1871)
  - Über die Christlichkeit unserer heutigen Theologie (1873/²1903)
- Band 2: Schriften bis 1880 (Volume 2: scritti fino al 1880)
  - Studien zur Geschichte der alten Kirche (1875)
  - Über die Auffassung des Streits des Paulus mit Petrus in Antiochien (Gal. 2, 11ff.) bei den Kirchenvätern (1877)
  - Aus dem Briefwechsel des Augustin mit Hieronymus (1879)
  - Zur Geschichte des Kanons (1880)
- Band 3: Schriften bis 1898 und Rezensionen ("Volume 3: scritti fino al 1898 e recensioni") (ancora non pubblicato)
- Band 4: Kirchenlexikon A-I ("Volume 4: Dizionario ecclesiastico A-I")
- Band 5: Kirchenlexikon J-Z ("Volume 5: Dizionario ecclesiastico J-Z")
- Band 6: Kirchenlexikon / Materialien ("Volume 6: Dizionario ecclesiastico / materiali")
  - Band 6.1: Christentum und Kultur (revisione critica dell'edizione del 1919 di C. A. Bernoulli)
  - Band 6.2: Kirchenlexikon Gesamtregister
- Band 7: Autobiographisches ("Volume 7: scritti autobiografici") 
  - Band 7.1: "Mich selbst betreffend"
  - Band 7.2: "Meine Freunde Treitschke, Nietzsche und Rohde"
- Band 8: Ausgewählte Briefe (ancora non pubblicato)
- Band 9: Aus den Vorlesungen zur Geschichte der Alten Kirche bis zum Konzil von Nicaea 325 n. Chr.
- Katrin Meyer e Barbara von Reibnitz (a cura di), Friedrich Nietzsche / Franz und Ida Overbeck: Briefwechsel, Metzler, Stuttgart 1999 ISBN 3-476-01617-X (corrispondenza con Friedrich Nietzsche)
- Andreas Patzer (a cura di), Franz Overbeck, Erwin Rohde: Briefwechsel de Gruyter (Supplementa Nietzscheana, 1), Berlin New York 1999, ISBN 3-11-011895-5 (corrispondenza con Erwin Rohde)
- David Marc Hoffmann (a cura di), Franz Overbeck, Heinrich Köselitz (Peter Gast): Briefwechsel de Gruyter (Supplementa Nietzscheana, 3), Berlin New York 1990, ISBN 3-11-013023-8 (corrispondenza con Heinrich Köselitz).